# Lorik Ademi
Lorik Ademi, född 30 juli 2001, är en svensk fotbollsspelare som spelar för BK Olympic.

## Karriär
Ademi började spela fotboll i Falkenbergs FF som sexåring. I januari 2020 flyttades Ademi upp i A-laget, där han skrev på ett tvåårskontrakt. Ademi tävlingsdebuterade den 7 mars 2020 i en 1–0-förlust mot IFK Norrköping i Svenska cupen, där han blev inbytt i den 78:e minuten.
Ademi gjorde allsvensk debut den 29 juni 2020 i en 3–1-förlust mot Varbergs BoIS, där han blev inbytt i andra halvlek. Ademis debut fick uppmärksamhet i media då han vid sitt inhopp hade fel nummer jämfört med vad laguppställningen angav och blev stoppad av fjärdedomaren. Han fick till slut bli inbytt efter att Falkenbergs assisterande tränare, Jonas Axeldal, ändrat tröjnumret med hjälp av tejp. I november 2021 råkade Ademi ut för en knäskada som höll honom borta från spel i ett halvår. Ademis kontrakt gick även ut efter säsongen 2021 och han valde att lämna klubben.
I september 2022 skrev Ademi på för division 2-klubben United IK Nordic. Under säsongen 2023 spelade han för IFK Haninge. I januari 2024 gick Ademi till Ettan Södra-klubben BK Olympic.